# غواصة من فئة إيه-351
إيه-351 (伊三百五十一型潜水艦 I-san-byaku-go-jū-ichi-gata sensuikan) كانت فئة من غواصات النقل تابعة للبحرية اليابانية الإمبراطورية خلال الحرب العالمية الثانية. بحلول الوقت الذي تم فيه الانتهاء من الغواصة الأولى، لم تعد هناك حاجة إلى هذه القدرة وتم تحويلها إلى ناقلة نفط. غرقت هذه الغواصة في رحلتها الثانية عام 1945؛ تم تدمير الغواصة الثانية بغارة جوية أمريكية قبل الانتهاء منها. تم التخطيط لأربع غواصات إضافية، لكن تم إلغاؤها قبل وضعها.

## غواصات
| القارب          | اسم   | باني               | تم إطلاقه     | مكتمل         | مصير                                     |
| 655             | I-351 | Kure Naval Arsenal | 1944          | 28 يناير 1945 | غرقت من قبل USS Bluefish ، 14 يوليو 1945 |
| 656             | I-352 | Kure Naval Arsenal | 23 أبريل 1944 |               | غرقت غارة جوية ، 22 يونيو 1945           |
| 657             | I-353 | Kure Naval Arsenal |               |               | ألغي ، 1943                              |
| 730 ، 731 ، 732 |       |                    |               |               | ألغي ، 1942                              |